# Boisyvon

Boisyvon este o comună în departamentul Manche, Franța. În 1 ianuarie 2022 avea o populație de 100 de locuitori.